# Jean de Monluc (évêque de Condom)
Pour les articles homonymes, voir Monluc.
Pour les autres membres de la famille, voir Maison de Montesquiou.
Jean de Monluc, né vers 1548 et mort le 6 aout 1581, est un homme de guerre devenu évêque désigné de Condom de 1570 à 1581.

## Biographie
Jean de Monluc, dit le commandeur de Monluc, est le 3e fils de Blaise de Monluc et le neveu et homonyme de Jean de Monluc, diplomate et évêque de Valence. Comme ses frères, il se destine à la carrière des armes, présenté de minorité dans l'Ordre de Saint-Jean de Jérusalem en 1556 vers l'âge de 8 ans mais ne présentera pas ses vœux à la demande de son père.
Il reçoit le commandement de la compagnie d'infanterie en garnison à Pignerol, puis combat aux côtés de son père en Gascogne au cours des deuxième et troisième guerres civiles (de religion). Il est fait colonel de 30 enseignes en 1569. Après la mort prématurée de ses deux frères aînés tués lors des conflits, et à la demande de son père, il se consacre à une carrière religieuse. En 1570, il est nommé évêque de Condom par le roi Charles IX. Il demande au chanoine Jean Duchemin, collaborateur de son prédécesseur, de revenir dans le diocèse. Les deux hommes se lient d'amitié et administrent celui-ci de concert. Accablé d'infirmité à la suite de nombreuses blessures reçues au combat, il ne se fait jamais consacrer, se démet en 1581 de son évêché en faveur de Jean Duchemin, lui confie la tutelle de son jeune neveu Adrien de Monluc et meurt le 6 août de la même année à l'âge de 33 ans. Il est inhumé dans le tombeau conjoint que fait édifier pour eux Jean Duchemin dans l'église de Cassaigne qui en compose en latin et fait graver l'épitaphe suivante :
« Ci-gît Jean de Monluc, évêque de Condom et [commandeur de Saint-Jean de Jérusalem], illustre dans la paix et dans la guerre... il mourut à la fleur de l'âge à 33 ans en 1581. Jean du Chemin, évêque de Condom, a fait élever ce tombeau à son prédécesseur et bienfaiteur ainsi qu'à lui-même afin qu'après avoir été unis de cœur dans la vie ils reposent unis de corps jusqu'à la résurrection,. »